# Energías renovables en la Unión Europea

Proporción de energías renovables en el balance de energía de los países de la UE y otros países candidatos en el año 2019.

Las energías renovables en la Unión Europea tienen un papel importante, tanto en lo que se refiere a reducir la dependencia exterior de la Unión Europea (UE) en su abastecimiento energético, como en las acciones que deben adoptarse en relación con la lucha frente al cambio climático. Los Estado miembro de la UE en su conjunto, constituyen la principal potencia mundial en lo que al desarrollo y aplicación de energías renovables se refiere. Sin embargo Alemania es el único miembro de la UE que está en camino de alcanzar los objetivos establecidos en el Protocolo de Kioto sobre el cambio climático.
El Tratado de Maastricht asignó a la UE el objetivo de promover un crecimiento duradero y respetuoso con el medio ambiente. Por su parte el Tratado de Ámsterdam incorporó el principio de desarrollo sostenible en los objetivos de la comunidad europea. En abril de 2020, varios Estados miembros de la Unión Europea solicitaron a la Comisión Europea un análisis sobre que elementos de los que integran el Pacto Verde Europeo podían adelantarse para acelerar una recuperación económica de la UE tras la crisis provocada por la pandemia de enfermedad por coronavirus. En la propuesta se demando ampliar las inversiones en energías renovables, entre otras medidas.

## Horizonte 2020
|  |

En la conferencia europea de Berlín (2004), la UE definió metas propias ambiciosas. La recomendación de la UE es que, hasta 2020, el porcentaje de energías renovables deberá cubrir un 20 por ciento del consumo total de energía. Hasta ahora, la UE esperaba sólo duplicar este porcentaje a un 12,5 por ciento hasta 2010. No se había establecido una meta para 2020.
El Consejo Europeo de marzo de 2007 en Bruselas aprobó un plan energético obligatorio que incluye un recorte del 20% de sus emisiones de dióxido de carbono antes del año 2020 y consumir más energías renovables para que representen el 20% del consumo total de la UE (contra el 7% en 2006). El acuerdo reconoció indirectamente el papel de la energía nuclear - que no es renovable - en la reducción de la emisión de gas de efecto invernadero, correspondiendo a cada Estado miembro decidir si recurrirá o no a esta tecnología.
Por otra parte se estableció el compromiso de lograr una cuota mínima de un 10% de biocombustibles en el consumo total de gasolina y gasóleo de transporte en 2020.

### Compromiso extracomunitario
El futuro reparto del esfuerzo de ese porcentaje del 20% tendrá en cuenta las especificidades energéticas de cada estado. Además, la UE se compromete a llegar hasta un 30% en la reducción de gases de efecto invernadero en caso de compromiso internacional que involucre tanto a otras potencias como a los nuevos países industrializados.
La conferencia de Johannesburgo no produjo el cambio radical esperado diez años después de la Conferencia de Río de 1992. No se fijaron metas concretas para el sector de energía, lo cual causó la decepción de muchos países. La UE propuso que se estableciera un incremento del porcentaje de las "renovables" de un 1,5 puntos porcentuales a escala mundial hasta 2010. En el plan de acción acordado en Johannesburgo, sin embargo, apenas se acordó un aumento "sustancial". No se fijaron metas ni plazos concretos.
La UE no se conformó con este resultado. Logró que varias naciones se unieran en un grupo de "países pioneros". La UE prometió establecer ambiciosas metas nacionales y, en lo posible, regionales, a partir de las cuales se pudieran desarrollar metas globales. La Johannesburg Renewable Energy Coalition (JREC) acoge entretanto a más de 80 países, entre otros las naciones de la UE, Brasil, Sudáfrica y Nueva Zelanda.

## Aplicaciones

### Biocombustibles

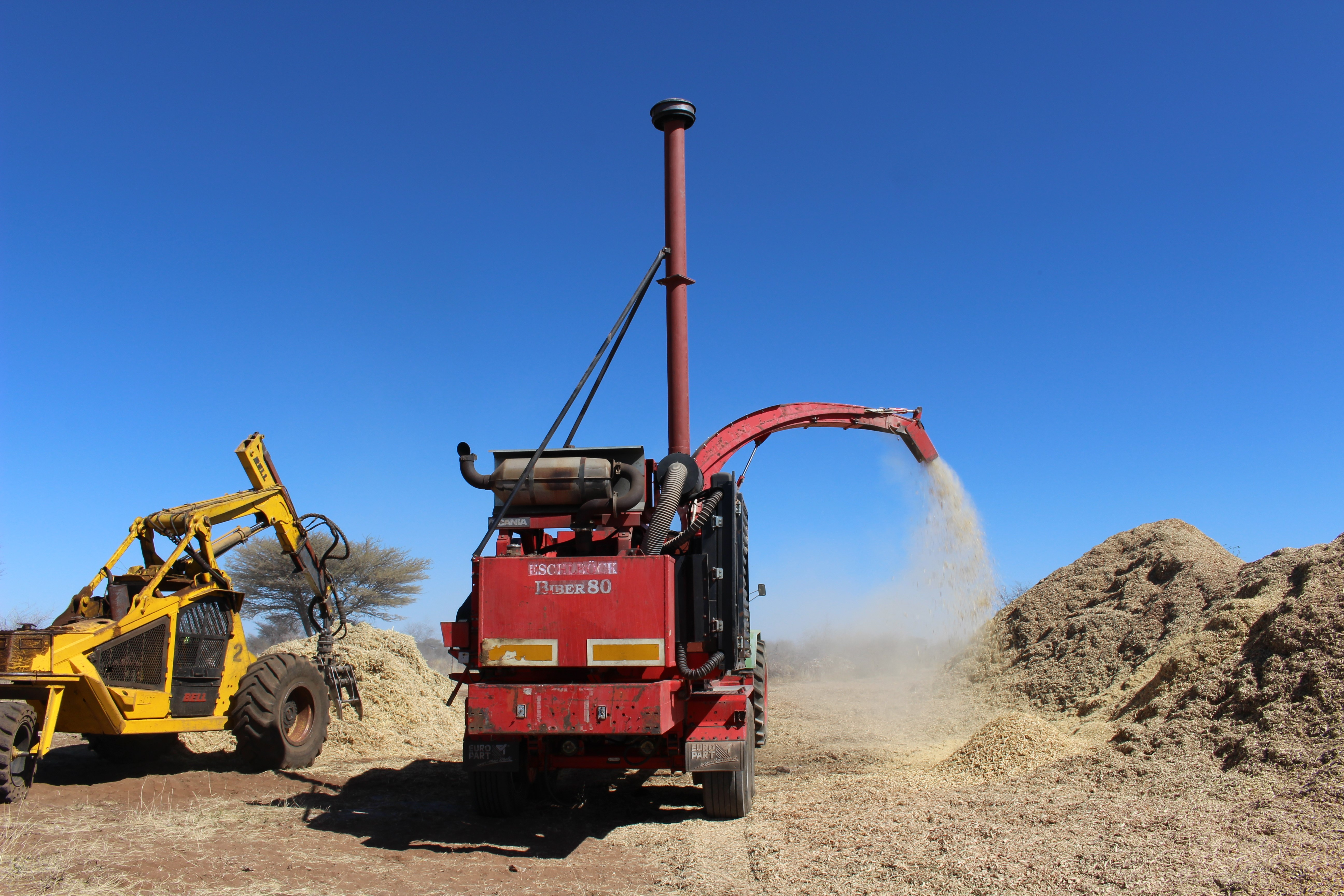
Producción de pélets de madera para combustión en termoeléctricas y calderas residenciales

#### Madera
La madera utilizada en forma de pélets de madera es la principal fuente de energía renovable en Europa, llegando al 60 % del total de energías renovables empleadas en Europa. Los pélets son quemados en centrales termoeléctricas y estufas y calderas de calefacción residencial. No obstante este uso y es una mejor alternatival al carbón, la quema de madera contribuye a la emisión de gases de efectos invernadero es considerada como una energía neutra en carbono y una fuente de energía limpia.
Cientos de árboles de bosques en Bulgaria, Eslovaquia, Polonia y Rumanía son cortados para fabricar pélets de madera y vendidos como combustible de fuentes renovables a países como Alemania, Bélgica, Francia, Grecia, Italia y Eslovenia. En Rumanía algunos de estos bosques se encuentran en áreas naturales protegidas. Bosques en Estados Unidos también son cortados para abastacer la demanda en Europa.
La producción y consumo de pélets de madera en Europa ha recibido de críticas por su impacto ambiental.

#### Hidrógeno
La Comisión Europea patrocina el programa de ensayo práctico de vehículos con pilas de combustible, el más ambicioso que existe en la actualidad a escala internacional, aportando 21 millones de euros para los proyectos CUTE (Clean Urban Transport for Europe) y ECTOS (Ecological City Transport System).
El test tiene lugar en las ciudades de Ámsterdam, Barcelona, Hamburgo, Londres, Luxemburgo, Madrid, Porto, Reikiavik, Estocolmo y Stuttgart. Consiste en las puesta en servicio de autobuses públicos, de la serie Citaro fabricados por DaimlerChrysler y no contempla su aplicación a aviones o grandes barcos.

### Energía eólica

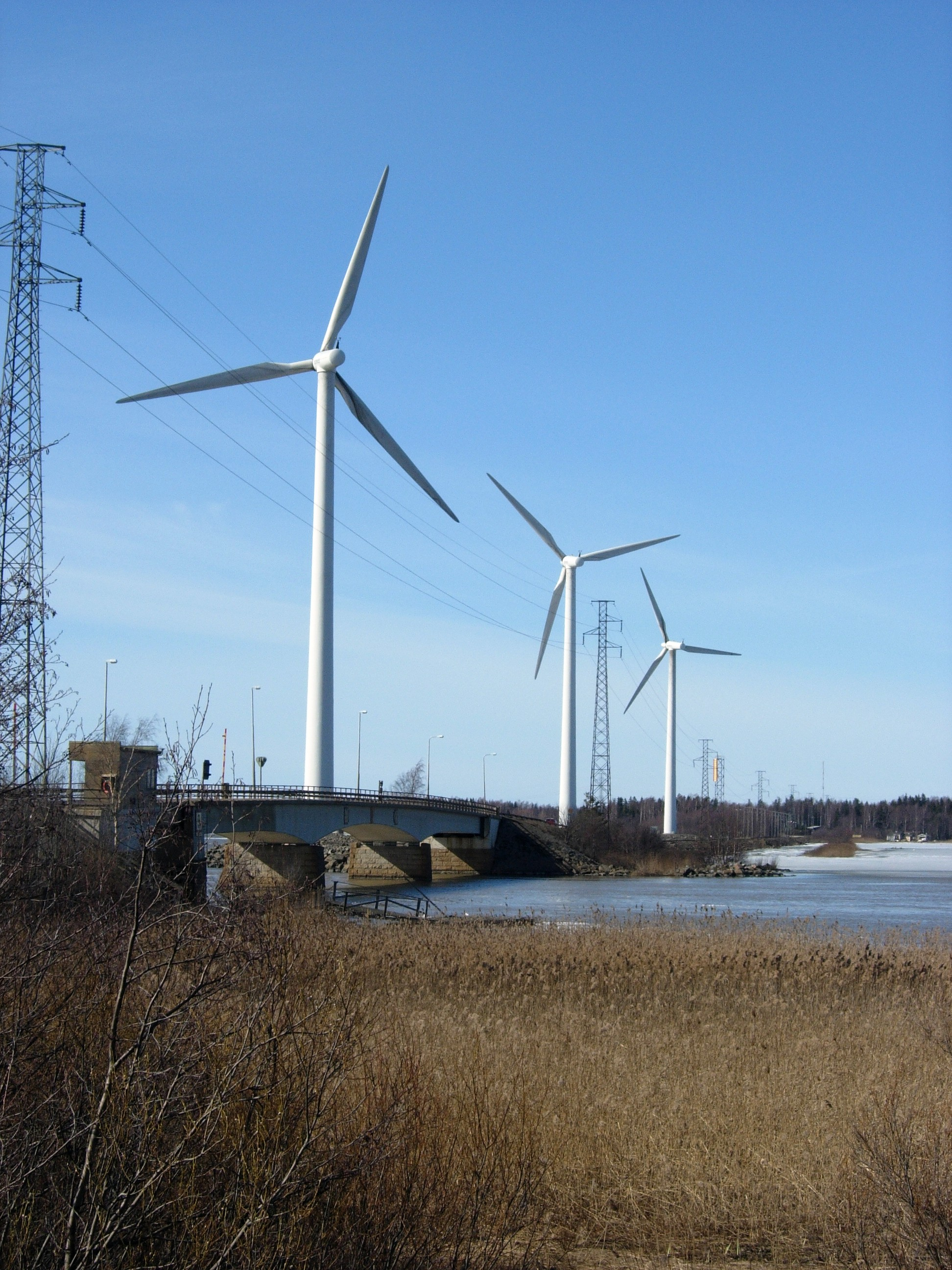
Parque Eólico en Finlandia.

En 2012, la capacidad total instalada en la Unión Europea ascendía a 105.000 megavatios (MW), suficiente para proporcionar el 11,4% de la demanda de electricidad en la UE. 11.895 MW fueron instalados en 2012, representando el 26,5% de la nueva capacidad total instalada. La industria eólica europea ha presenciado un crecimiento medio anual del 15,6% en los últimos 17 años (1995-2011).
Un informe de la Agencia Europea de Medio Ambiente, titulado Europe's onshore and offshore wind energy potential (Potencial de la energía eólica terrestre y marina en Europa) confirma que la eólica podría generar suficiente energía para abastecer Europa sin problemas. El informe subraya que el potencial de la eólica para 2020 es 3 veces superior a la demanda prevista de electricidad en Europa para esa misma fecha, ascendiendo ese factor a 7 veces para 2030.
Las estimaciones de la Asociación Europea de la Energía Eólica (EWEA) indican que unos 230 gigavatios (GW) de capacidad eólica se instalarán en Europa para el año 2020, siendo unos 190 GW en tierra y otros 40 GW marinos. Esto proporcionaría entre el 14-17% de las necesidades de electricidad en la UE, evitando la emisión de 333 millones de toneladas anuales de CO2, y ahorrando 28.000 millones de € por las importaciones de combustible evitadas.
Encuestas llevadas a cabo por diversas fuentes en diferentes países europeos indican que el apoyo y la opinión favorable a la energía eólica se encuentra en un 80% entre la sociedad.
La implantación de sistemas de energía eólica se encuentra especialmente desarrollado en Alemania, España y Dinamarca. Los resultados extraídos del investigación realizada por EUWINet (proyecto financiado parcialmente por la Comisión Europea), indican que el crecimiento medio anual del mercado europeo de la energía eólica es de un 12% en los últimos años. La capacidad total mundial instalada era de 318 137 MW a finales de 2013, de los que Europa cuenta con el 35%.
Gracias al crecimiento que ha experimentando el uso y el desarrollo de esta energía, el mercado eólico ha ayudado a generar en la UE más de 25 000 puestos de trabajo.
En 2005 se presentó en Bruselas el Consejo Mundial de la Energía Eólica (GWEC) con la intención de ayudar a las asociaciones en el desarrollo de la energía eólica en todo el mundo. Forman parte del Consejo: la UE, Australia, Canadá, China, Japón, India y EE. UU.

### Energía solar

#### Fotovoltaica
| <0.1, n/a 0.1-1 1-10 | 10-50 50-100 100-150 | 150-200 200-300 300-450 |

Crecimiento de la energía solar fotovoltaica en Europa desde 1992. Expresado en vatios per capita.

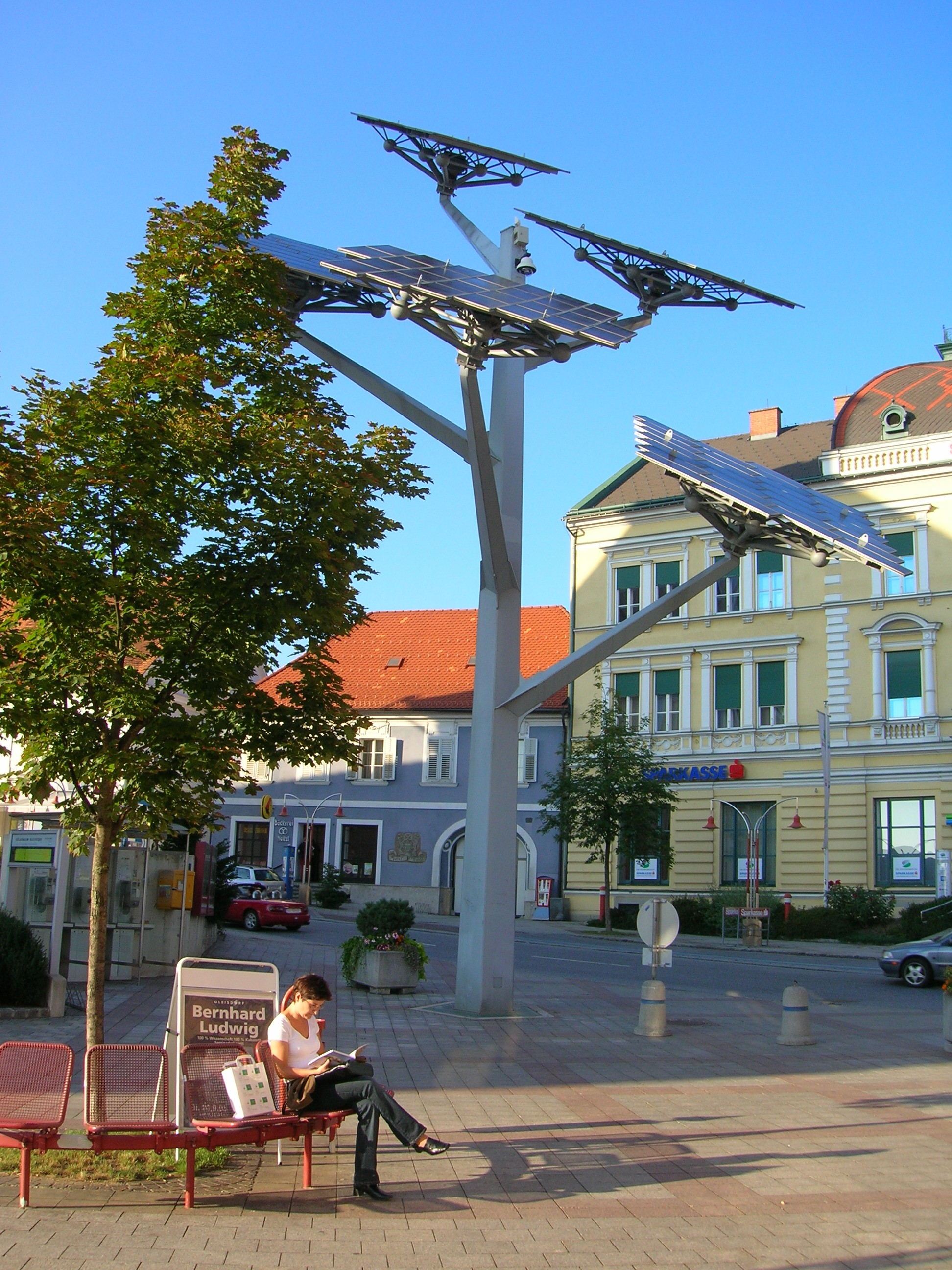
Instalación fotovoltaica en Gleisdorf (región de Estiria, Austria).

La implantación de la energía solar fotovoltaica ha avanzado considerablemente en los últimos años.
 A finales de 2013, se habían instalado en todo el mundo cerca de 140 GW de potencia fotovoltaica, convirtiendo a la fotovoltaica en la tercera fuente de energía renovable más importante en términos de capacidad instalada a nivel global, después de las energías hidroeléctrica y eólica. Alemania e Italia son dos de los países donde la fotovoltaica ha experimentado un crecimiento más vertiginoso.
En algunas regiones de la Unión Europea, el coste real de la producción fotovoltaica ya es equivalente al precio de la electricidad procedente de fuentes de energía convencionales, lo que se conoce como paridad de red.
La necesidad de un desarrollo estratégico de los sistemas fotovoltaicos en la UE llevó a la creación de PV-NET, una red que reúne a representantes de todos los sectores de la investigación, el desarrollo y la industria de energía solar fotovoltaica. La red fomenta la comunicación entre los interlocutores a través de la organización de conferencias especializadas, talleres y congresos.
Esta interacción llevó a la redacción de una hoja de ruta, terminada en 2003, que sirvió de base sólida a los responsables nacionales y europeos en sus decisiones y en la realización del objetivo fijado por la Comisión Europea de multiplicar por treinta los sistemas fotovoltaicos en 2010.

#### Térmica
La energía solar térmica es el uso de la energía solar para proporcionar el calentamiento de espacios o agua caliente. El uso mundial de este tipo de energía es de 88 GWthermal (2005). El crecimiento potencial es enorme. En el momento actual, la UE es el segundo territorio, tras China en instalaciones.